# Jack Raine
Jack Raine (18 de maio de 1897 – 30 de maio de 1979) foi um ator britânico de cinema e televisão. Foi casado com a atriz e cantora Binnie Hale.

## Filmografia parcial
- Night Birds (1930)
- Harmony Heaven (1930)
- The Middle Watch (1930)
- Fires of Fate (1932)
- The House of Trent (1933)
- The Ghoul (1933)
- Above and Beyond (1952)
- Rogue's March (1953)
- Not as a Stranger
- Witness for the Prosecution (1957)
- The Power and the Prize (1956)
- The Killing of Sister George (1968)
- Scandalous John (1971)
- Bedknobs and Broomsticks (1971)